# Wallace de Souza
Wallace Leandro de Souza; znany jako Wallace (ur. 26 czerwca 1987 w São Paulo) – brazylijski siatkarz, reprezentant kraju, grający na pozycji atakującego.

## Sukcesy klubowe
Mistrzostwo Brazylii:
- 2012, 2014, 2015, 2016, 2022[3], 2023[4], 2025[5]
- 2011, 2013, 2017
- 2007

Klubowe Mistrzostwa Ameryki Południowej:
- 2012, 2014, 2016, 2022[6], 2023[7], 2024[8], 2025[9]
- 2015

Klubowe Mistrzostwa Świata:
- 2013, 2015, 2021[10], 2024[11]
- 2012
- 2022[12]

Puchar Brazylii:
- 2014, 2016, 2017, 2023[13], 2024[14]

Puchar Turcji:
- 2021

Superpuchar Brazylii:
- 2021[15], 2022[16], 2024[17]

## Sukcesy reprezentacyjne
Mistrzostwa Świata Juniorów:
- 2007

Letnia Uniwersjada:
- 2011

Igrzyska Panamerykańskie:
- 2011

Puchar Świata:
- 2011

Igrzyska Olimpijskie:
- 2016
- 2012

Liga Światowa:
- 2013, 2014, 2016, 2017

Mistrzostwa Ameryki Południowej:
- 2013, 2017

Puchar Wielkich Mistrzów:
- 2013, 2017

Mistrzostwa Świata:
- 2014, 2018
- 2022[18]

Memoriał Huberta Jerzego Wagnera:
- 2019

Liga Narodów:
- 2021

## Nagrody indywidualne
- 2011: Najlepszy atakujący Igrzysk Panamerykańskich
- 2012: Najlepszy atakujący Mistrzostw Brazylii
- 2012: Najlepszy serwujący Klubowych Mistrzostw Świata
- 2013: MVP Klubowych Mistrzostw Świata
- 2013: Najlepszy atakujący Pucharu Wielkich Mistrzów
- 2014: Najlepszy atakujący Ligi Światowej
- 2014: Najlepszy atakujący Klubowych Mistrzostw Świata
- 2015: Najlepszy atakujący Mistrzostw Brazylii
- 2016: Najlepszy atakujący Ligi Światowej
- 2016: Najlepszy atakujący Igrzysk Olimpijskich w Rio de Janeiro
- 2017: Najlepszy atakujący Ligi Światowej
- 2017: Najlepszy atakujący Mistrzostw Ameryki Południowej
- 2019: Najlepszy zagrywający Memoriału Huberta Jerzego Wagnera
- 2021: MVP turnieju finałowego Pucharu Turcji
- 2021: MVP i najlepszy atakujący turnieju finałowego Ligi Narodów wraz z Bartoszem Kurkiem
- 2021: Najlepszy atakujący Klubowych Mistrzostw Świata
- 2024: Najlepszy atakujący Klubowych Mistrzostw Ameryki Południowej[19]
- 2024: MVP i najlepszy atakujący Klubowych Mistrzostw Świata[20]